# Indigofera biglandulosa
Indigofera biglandulosa är en ärtväxtart som beskrevs av Jan Bevington Gillett. Indigofera biglandulosa ingår i släktet indigosläktet, och familjen ärtväxter. Inga underarter finns listade i Catalogue of Life.